# Hoàng Duy Hòa
Hoàng Duy Hòa là Thiếu tướng Công an nhân dân Việt Nam. Ông từng giữ chức vụ Phó Chánh Thanh tra Bộ Công an (Việt Nam).

## Tiểu sử
Từ tháng 8 năm 2010 đến tháng 11 năm 2013, Hoàng Duy Hòa là Đại tá, Phó Chánh Thanh tra Bộ Công an Việt Nam.
Từ tháng 8 năm 2014 đến tháng 5 năm 2018, Hoàng Duy Hòa là Thiếu tướng Công an nhân dân Việt Nam, Phó Chánh Thanh tra Bộ Công an.

## Tặng thưởng
- Huân chương Bảo vệ Tổ quốc hạng Nhì (năm 2019)

## Lịch sử phong, thăng cấp bậc hàm
- Thiếu tướng (2014)